# ワカサギ
ワカサギ（公魚、鰙、若鷺、学名：Hypomesus nipponensis）は、キュウリウオ目キュウリウオ科の魚類の一種。北太平洋のアジア沿岸と北米沿岸に分布する体長17センチメートルまでの冷水性の硬骨魚で、食用魚として利用されている。水温、塩分等に対する適応範囲の広さ、富栄養化に対する強さから、日本全国の湖沼や人工湖などに移殖され、導入された湖沼も100ヶ所近い。
成熟が早く繁殖力も高く、中国においても多くの水域で生息し獲られている。

## 名称
別名としてアマサギ（山陰地方）、オオワカ、コワカ、サイカチ、サギ、シラサギ、シロイオ、メソグリ、サクラウオなどがある。
和名で「公魚」と書く由来は、常陸国麻生藩が徳川11代将軍徳川家斉に年貢として霞ヶ浦のワカサギを納め、公儀御用魚とされたという説がある。中国語では「西太公魚」という漢字で表記される。

## 分布
天然分布域は、太平洋側は千葉県或いは茨城県（霞ヶ浦）以北、日本海側では島根県（宍道湖）以北の北日本、北海道で、日本以外ではロシア連邦ハバロフスクのウスリー川、オホーツク海に注ぐサハリンの河川、ベーリング海に注ぐアナジリ川。生息域は内湾（沿岸海域）、汽水域、河川、湖などである。

### 人為放流
水質が悪い状況や低水温や塩分に対して広い適応力があり、食用魚としての需要も高いことから、日本各地の湖やダムなどでも放流された個体が定着している。1910年代に水産動物学者の雨宮育作が、霞ヶ浦のワカサギを山中湖、諏訪湖、芦ノ湖へ移植し、各地の湖沼に普及した経緯がある。今や、南西諸島と伊豆・小笠原諸島を除く全国に分布域を広げている。鹿児島が南限とされている。
アメリカ合衆国ではカリフォルニア州に移入されており、在来の近縁種であるHypomesus transpacificusと競合している可能性がある。

## 形態
成魚の全長は15センチメートルほど。体は細長く、各ひれは小さい。背びれの後ろには小さなあぶらびれがある。また、背びれは腹びれより少しだけ後ろについていることで近縁種のチカと区別できる。あぶらびれの大きいイシカリワカサギという近縁種もいる。
背面は淡青色、腹面は銀白色で、側面には淡黒色の縦帯がある。

## 生態
成長期に降海する遡河回遊型（両側回遊型）と、生涯を淡水で生活する河川残留型（陸封型）が存在する。なお、同一水域内でも降海型と残留型が存在することが網走湖、小川原湖で報告されている。遡河回遊型は孵化後に降海するが、一定期間を汽水域で過ごす。産卵の為に河川を遡上する際は淡水順応を行わず、一気に遡上し、産卵、降海までを2時間程度で行っているとする研究がある。
地域にもよるが産卵期は冬から春にかけてで、この時期になると大群をなして河川を遡り、淡水中の水草や枯れ木などに付着性の卵を産みつける。卵の直径は1ミリメートルほどで、1匹の産卵数は1000粒から2万粒にも達する。寿命は概ね1年で、産卵を終えた親魚は死んでしまうが、北海道、野尻湖、仁科三湖など寒冷な地域では2年魚、3年魚も見られる。
食性は肉食性で、ケンミジンコやヨコエビなどの動物プランクトンや魚卵や稚魚などを捕食する。一方、魚食性の大型魚類（オオクチバス、コクチバス、ニジマス、ヒメマスなど）や水辺を生息域とするサギなど鳥類に捕食されている。
富栄養化などの水質汚濁に対する適応力が高く、そのような湖沼でふつうに見られる。水質良好であることを表現する意図で「ワカサギが棲める○○湖（沼）」といった解説がなされることがあるが、むしろ「ワカサギしか棲めない」とみる方が妥当な場合もある。

## 利用

### 漁業
琵琶湖、小川原湖、山中湖、霞ヶ浦、北浦、宍道湖、諏訪湖など各地の湖沼で漁業者による漁が行われ流通している。また、他水域へ放流する際は卵で行われるため、採卵用の親魚の捕獲も行われている。
琵琶湖では11月下旬頃から1月下旬頃までワカサギ漁が行われ、時期によって沖（ちゅう）びき網など数種の漁法で漁が行われている。
宍道湖では1994年を境に漁獲量が大きく減少したが、夏期の高水温が原因と考えられている。その他にもネオニコチノイド系農薬が原因という説もある。

### 遊漁

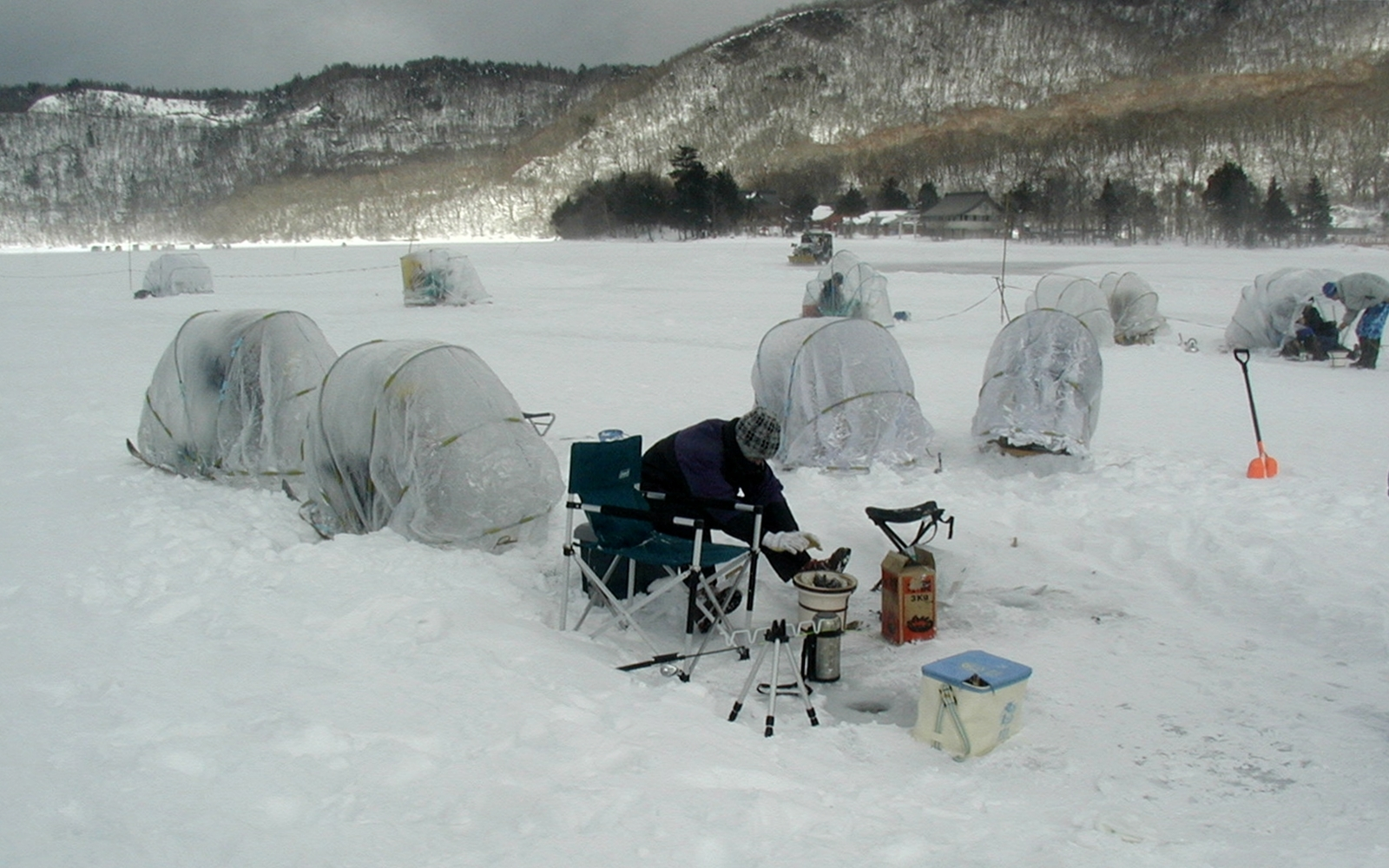
ワカサギの穴釣り（群馬県前橋市大沼）

ワカサギ釣りには、氷上穴釣り、ドーム船釣り、ボート釣り、岸釣りなど、多様な方法がある。仕掛けは胴突きのサビキを用いた釣り方が主流になりつつある。餌は、紅サシか赤虫がよく使われる。
琵琶湖では12月から3月の夜間に産卵のためワカサギの群れが接岸するためタモ網や投網で採れる。

#### 氷上穴釣り
「氷上の穴釣り」は、結氷した湖面にアイス・ドリル（Ice Auger）という専用の道具、またはつるはし、スパッド（spud）等で直径15-20センチメートルほどの穴をあけ、その穴からワカサギを釣り上げるもので、日本の冬の風物詩のひとつともされる。既に昭和初期には、信州（長野県）の松原湖や野尻湖、山梨県の山中湖などで、釣りを趣味とする人々により「氷上の穴釣り」が行われていたと記録されている。

#### ドーム船
長野県の野尻湖や諏訪湖、山梨県の山中湖や河口湖などでは、ストーブを備えた「ドーム船」（Ice shanty）とよばれる船に乗りこみ、船底に開いた穴（双胴船に準ずる構造で、浸水はしない）から釣る遊漁も行われている。

#### 事故
ドーム船や氷上のテント（Shelter）では度々酸欠事故が発生している。乗客が一酸化炭素中毒で緊急搬送されており、2012年山中湖ドーム船連絡協議会や山中湖漁協は石油ファンヒーターを使用しないように要請した。

穴釣りの用具
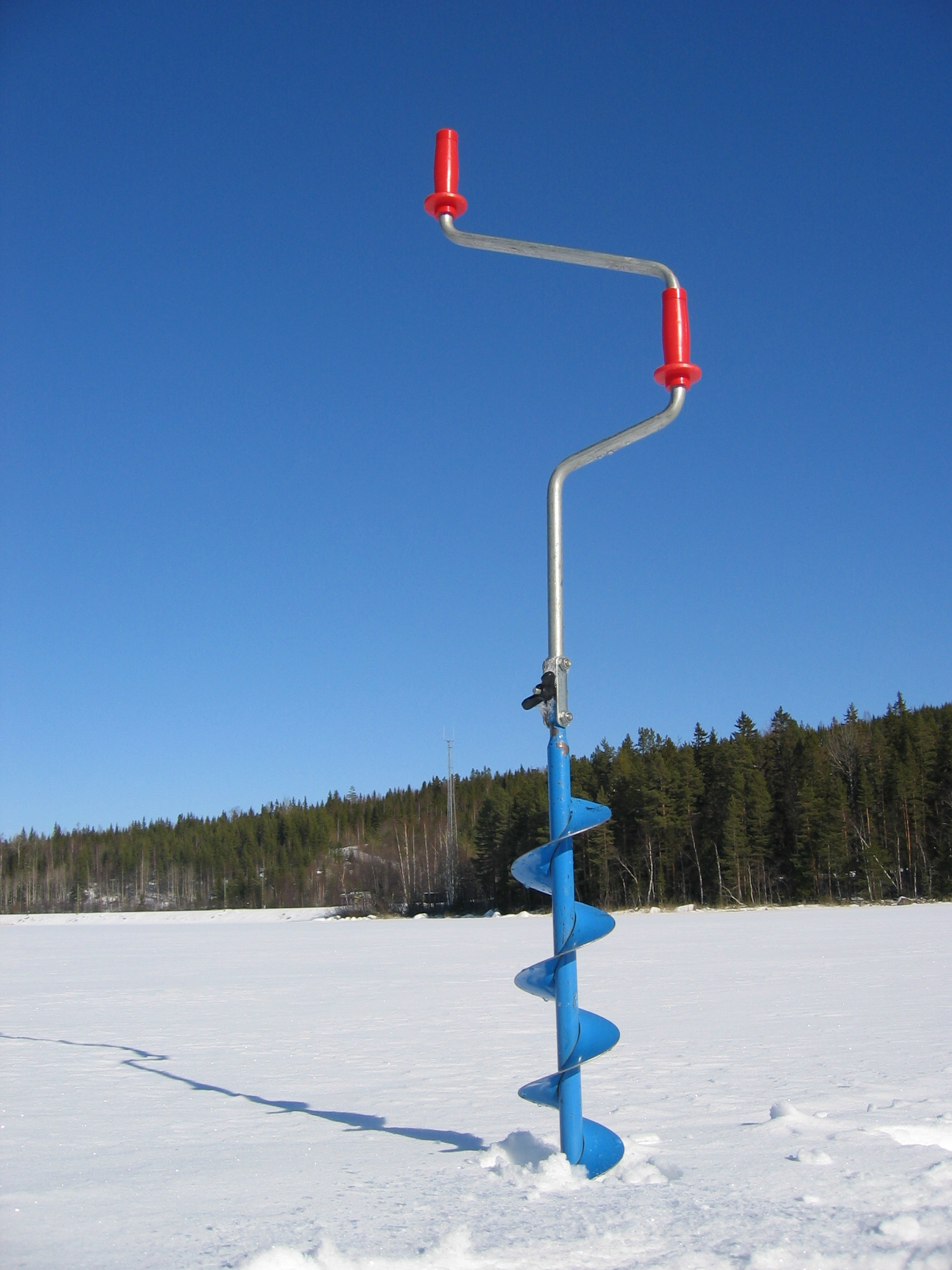
手動アイスオーガー
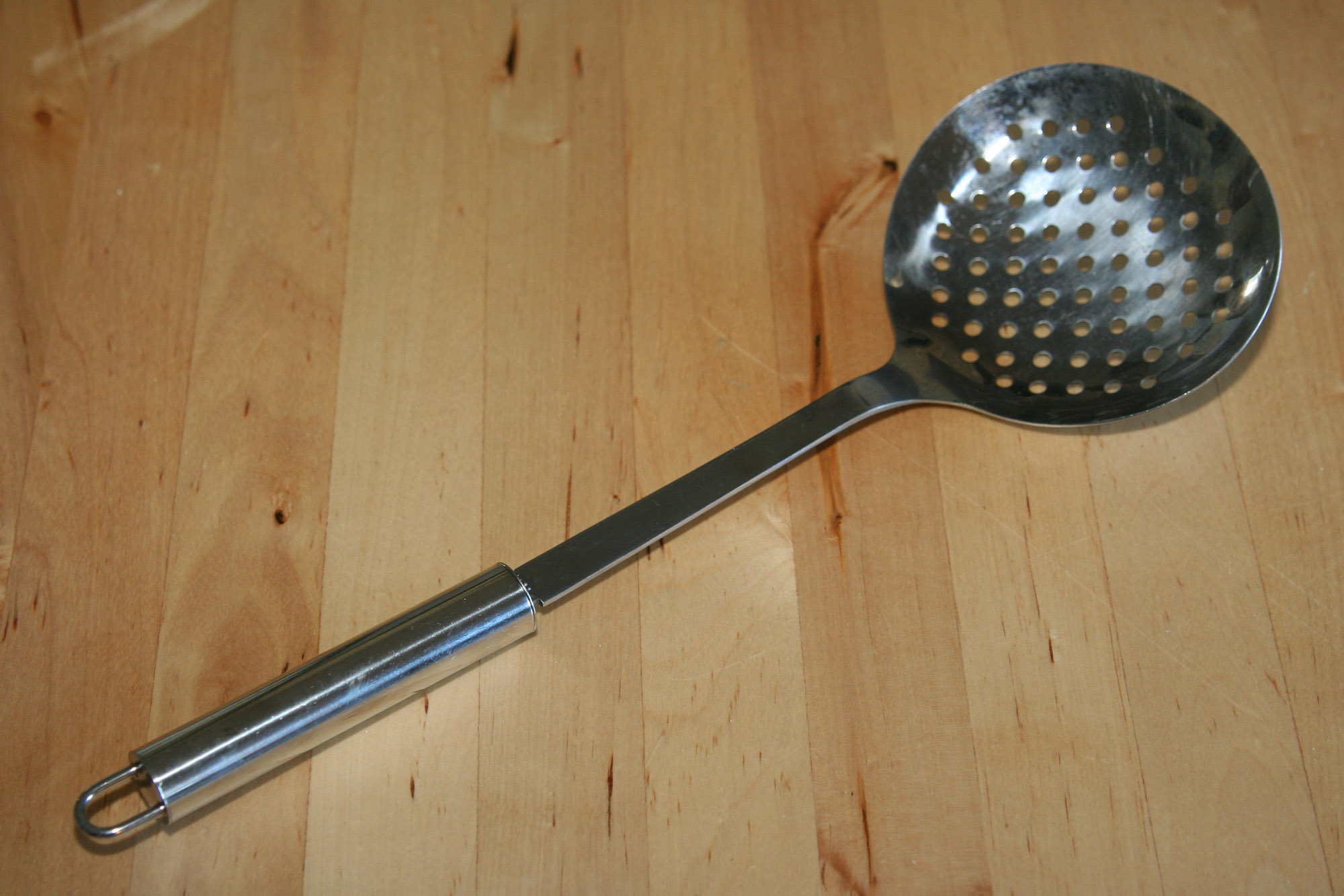
氷をすくうスキマー
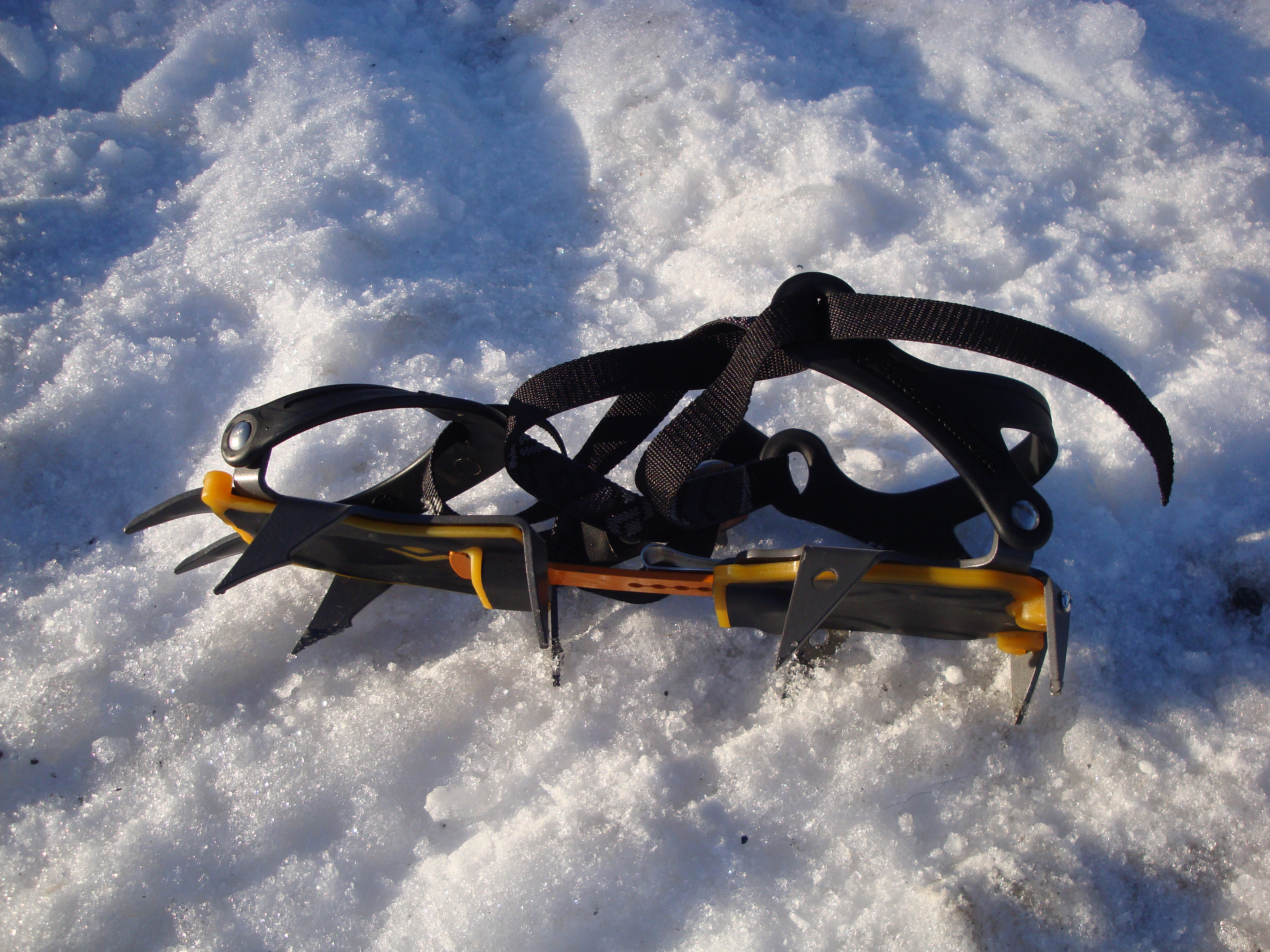
アイス クリート

### 料理

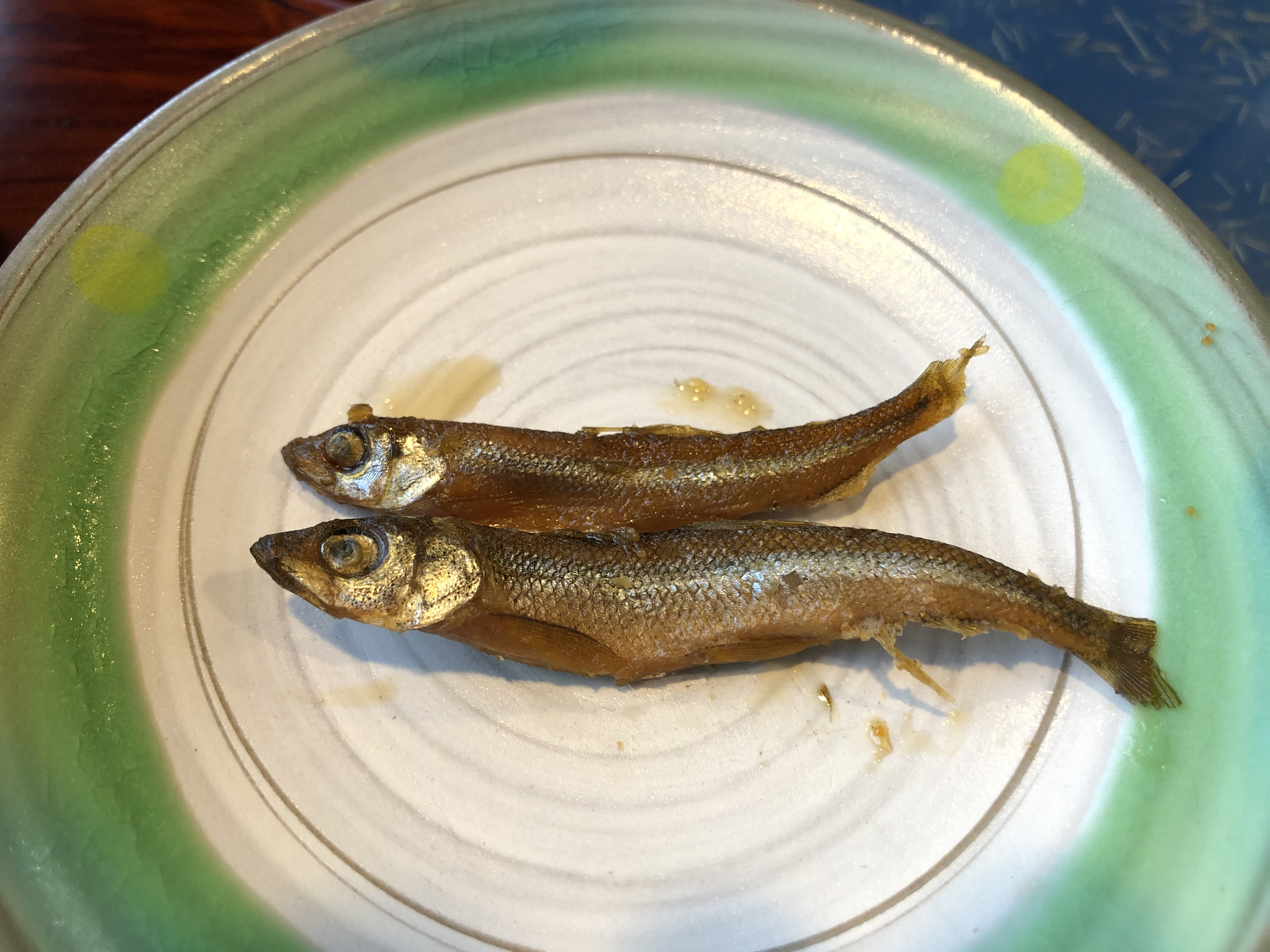
ワカサギの甘露煮

成長した親魚では骨が太くて硬いが、小ぶりなものは骨も細くて柔らかく、丸ごと食べられる。鮮度が悪くなると腹が破れやすい。味が繊細なため味付けを薄めにすることがある。鮮度が落ちやすい魚である。淡白で美味。
焼き魚、吸い物、煮付け、鱠にしたり、天ぷら、フライ、から揚げ、マリネ、南蛮漬け、素揚げなどの揚げ物、佃煮・甘露煮にして保存食ともする。新鮮なものは刺身でも食べられる。イギリスでは、ワカサギの唐揚げをWhitebaitまたはBlanchbait（商品名）として親しまれている。Whitebaitは、他の魚の稚魚の料理も指すこともある。